# Hermann Ehlgoetz
Hermann Ehlgoetz (* 1880 in Bretten; † 1943) war ein deutscher Architekt, Stadtplaner, kommunaler Baubeamter und Hochschullehrer.

## Leben und Wirken
Während seines Studiums in Karlsruhe wurde Ehlgoetz 1899 Mitglied der Landsmannschaft Suevia.
Ehlgoetz wurde 1921 als Nachfolger des Verbandsdirektors des Ruhrsiedlungsverbandes Robert Schmidt zum technischen Beigeordneten der Stadt Essen gewählt und wirkte hier bis 1928. Vor Antritt seiner Professur an der Technischen Hochschule Berlin übergab Ehlgoetz seine Studien und Vorschläge zum Generalsiedlungsplan für den Raum Essen der Öffentlichkeit. 
Zum 1. September 1928 wurde Ehlgoetz als Nachfolger von Josef Brix zum Professor für Städtebau und städtischen Tiefbau an die Technische Hochschule Berlin berufen. Ehlgoetz führte mit Hermann Jansen das seit 1906 von Felix Genzmer und Josef Brix eingerichtete „Seminar für Städtebau“ weiter als „städtebauliche Übungen für Architekten und Ingenieure“.

## Schriften
- Städtebaukunst. Leipzig 1921.
- Essen. (= Deutschlands Städtebau.) DARI, Berlin-Halensee 1925.
- Ruhrland. (= Deutschlands Städtebau.) DARI, Berlin-Halensee 1925.
- General-Siedlungsplan für den Raum Essen. Essen 1928.
  - Erster Teil: Der Organismus Essen. (mit 34 Seiten und 60 Bildtafeln)
  - Zweiter Teil: Das Neue Programm für Essen. (mit 152 Seiten und 94 Bildtafeln)